# Motorpsycho
Motorpsycho ist eine seit 1989 bestehende Rockband aus Trondheim in Norwegen, die Psychedelic Rock mit verschiedenen Einflüssen wie Jazz und Country kombiniert.

## Bandgeschichte

### Anfänge, Lobotomizer (1989–1991)
Motorpsycho wurde als Alternative-Metal-Band gegründet. Gründungsmitglieder waren Bent Sæther (Gesang, Bass etc.) und Hans Magnus „Snah“ Ryan (Gitarre, Gesang etc.) sowie der Schlagzeuger Kjell Runar „Killer“ Jensen. Nach dem Demotape Maiden Voyage und einem Beitrag zum Sampler Knall Vol.4 veröffentlichte die Band auf dem Independent-Label Voices of Wonder das Debütalbum Lobotomizer, das über weite Strecken eine recht wüste Hard-Rock/Metal-Mischung bot, aber auch bereits erste Progressive-Rock-Einflüsse (Hogwash, Home Of The Brave) und einige seltsame Experimente (das total verhallte Eternity und der, von einer kratzenden Geige getragene, Titeltrack) enthielt.
Das Schallplattencover zeigt die Band im Psychedelic-Look und ist – abgesehen von den beiden Livealben und dem zweiten Tussler-Album – außerdem das einzige, auf dem die Mitglieder zu sehen sind. Kurz nach der Veröffentlichung von Lobotomizer stieg Drummer Killer aus der Band aus, für ihn kam Håkon Gebhardt hinzu; diese Besetzung bildete bis 2005 den Kern von Motorpsycho.

### Soothe, Demon Box (1992–1993)
Das zweite Album wurde als auf 1.000 Stück limitierte Edition in einer Stahlbox veröffentlicht – und zwar vorerst nur auf Vinyl. Für die CD-Ausgabe gab man zwei Bonustracks der Single 3 Songs for Rut hinzu und so wurde Soothe zu 8 Soothing Songs for Rut. Etwa zu dieser Zeit begann man, sich für Experimente mehr und mehr zu öffnen und so kam es, dass auf dem dritten Album Demon Box (1993) etwa zwei epische Hard-Rock-Stücke (Mountain, elf Minuten, und der Titeltrack, 17 Minuten), aber auch die Folk-Nummer Waiting for the One, das Moondog-Cover All is Loneliness und das stark an Dinosaur Jr. erinnernde Junior enthalten sind. Hier arbeiteten Geb, Snah und Bent auch zum ersten Mal mit Helge „Deathprod.“ Sten (Theremin, Elektronik, Audio Virus etc.), Lars Lien (Keyboards, Gesang) und dem US-amerikanischen Dichter Matt Burt (der seine Verse und Stimme für den Plan #1 lieh) zusammen. Auch für das Artwork wurde ein langjähriger Partner gefunden: Kim Hiorthøy ist für beinahe alle Covergestaltungen von MP-Veröffentlichungen verantwortlich. Sten und Lien wurden kurzzeitig auch fixe Bandmitglieder und tourten mit Motorpsycho quer durch Europa. Zusätzlich erscheinen die EPs Mountain (der erwähnte 11-Minüter wird so also zur „Single“) und Another Ugly EP.

### Timothy's Monster, The Tussler (1994–1995)
Nach dem Zerwürfnis mit dem Label Voices of Wonder gründeten Motorpsycho zusammen mit Jeanette und Rolf Gustavus das Label Stickman Records, das zuerst in Nürnberg und später in Hamburg zuhause ist. In Norwegen wurden ihre Alben seitdem bei Sony Music veröffentlicht.
In der neuen Fünferbesetzung wurde das Opus magnum Timothy's Monster (1994) eingespielt, das auf zwei CDs / drei LPs 15 Songs zwischen Indie-Rock und Progressive-Rock-Space-Opern vereint. Der Metal in Motorpsychos Musik verschwand zusehends. Nachdem die EP Wearing yr Smell veröffentlicht worden war, nahm man im selben Jahr außerdem noch mit Morten „Lolly“ Fagervik und Kjell „K.K.“ Karlsen Songs im Outlaw-Country-Stil auf. Diese wurden als The Tussler – Original Soundtrack veröffentlicht (und zwar mit einer Auflage von nicht einmal 2000 Stück), es wurde suggeriert, The Tussler sei ein Film des (fiktiven) italienischen Westernregisseurs Theo Buhara. Das ist ein gutes Beispiel für den Humor der Band.
1995 wurden Touren unternommen, als Motorpsycho, aber auch als „The International Tussler Society“, wo man die Country-Stücke spielte. Die Sets wurden mit Coverversionen von Countryrock-Helden wie Grateful Dead, Gram Parsons, The Allman Brothers Band oder The Band ausgefüllt. Am Kongsberg Jazzfestival spielten MP zusammen mit der Free-Jazz-Gruppe The Source ein höchst experimentelles Doppelkonzert, das später als The MotorSourceMassacre (2001) auf CD veröffentlicht wurde. Inzwischen hatten Deathprod und Lars Lien Motorpsycho wieder verlassen, dafür war Morten Fagervik als Keyboarder / zweiter Gitarrist zu ihnen gestoßen. Deathprod fungiert allerdings bis heute als Produzent der Band. Die Besetzung der International Tussler Society blieb auch unverändert (ungeachtet der Tatsache, dass die ITS zwischen 1996 und 2002 keinerlei Aktivität zu verzeichnen hatte).
Die Besetzung der International Tussler Society:
- Lars Lien (als Barry „Space“ Hillien) – Gesang & Keyboards
- K. K. Karlsen – Pedal Steel & Gesang
- Even Grånas (als Ringo „Fire Karlsen AKA The Kid“) – Schlagzeug, Percussion, Gitarre, Mandolin & Gesang (seit 2003)
- Morten Fagervik (als Chickenshackin’ Lolly Hanks Jr) – Schlagzeug, Percussion & Bass
- Hans Magnus Ryan (als Snakebite Ryan) – Gitarre, Mandolin, Kontrabass & Gesang
- Håkon Gebhardt (als Duellin’ Flint Gebhardt) – Banjo, Gitarre & Gesang
- Bent Sæther (als Charlie Bob Bent) – Bass, Gitarre, Percussion & Gesang

### Blissard, Angels And Daemons At Play (1996–1997)
Da bisher alle Alben von Motorpsycho in einem ziemlich kurzen Zeitraum aufgenommen wurden, versuchte Bent Sæther Ende 1995, das nächste Album der Band etwas fokussierter anzugehen. Tatsächlich war er seit jeher der Motor, die treibende Kraft hinter Motorpsycho und auf diesen Album wurde das umso deutlicher. Auf dem Album half erstmals Ole Henrik Moe (als „Ohm“ bekannt) auf der Geige mit (obwohl Snah auch immer wieder die eine oder andere Geige zu den Aufnahmen beigetragen hatte). Allerdings war die Aufnahme von Blissard (1996) nicht ganz einfach und die Band drohte zu zerbrechen. Morten Fagervik verließ außerdem die Band und fungierte ab dann als Schlagzeug- und Lichttechniker. Für Angels and Daemons at Play (1997) ließ man es etwas lockerer angehen. Hier erschienen Deathprod und Ohm sogar als fixe Mitglieder. Die Vinylausgabe des Albums enthielt ein 12-Zoll-Booklet und es gab eine spezielle CD-Edition, in der das Album auf drei EPs verteilt wurde – Babyscooter, Lovelight und Have Spacesuit, Will Travel. Zusätzlich erschien die EP Starmelt. Zu Blissard gab es die EPs The Nerve Tattoo und Manmower. Beide Alben gelten als Highlights der Bandgeschichte und die Jahre 1993–1998 unter den meisten Fans als die beste Phase (bisher).

### Trust Us, Roadwork Vol. 1 (1998–1999)
1998 war wieder die Zeit für ein Doppel-Album gekommen. Trust Us hieß es und gilt unter vielen Fans als das beste Album der Band. Dort ist auch der wohl bekannteste Song, Vortex Surfer enthalten (auf dem norwegischen Radiosender P3 wurde der Song zu Silvester 1999 24 Stunden nonstop gespielt). Stilistisch bewegte sich das Album wie immer auf unterschiedlichen Ebenen, so gab es wieder viele ausufernde Space-Rock-Epen, aber auch zurückhaltende kurze Stücke, von denen eins, Siddhartino, auf einem alten samischen Instrument namens Reindeer antler gespielt wurde (von einem Mitglied von The Source, Trygve Seim). Die zum Album gehörigen EPs heißen Hey, Jane und Ozone.
Wie immer wurde der Release kräftig betourt und aus Mitschnitten dieser Tour stellte man das erste Live-Album der Band, Roadwork Vol. 1: Heavy metal iz a poze, hardt rock iz a leifschteil, live in Europe 1998 zusammen. Hier gab es u. a. eine 30-minütige Version des Stücks Un Chien d'Espace (unter dem Titel A K9 Suite), eine musikalische Tour-de-Force durch Raum und Zeit. Der Hang zum Epenhaften erreichte hier seinen Höhepunkt – 7 Songs enthält die CD-Version des Albums (die Vinylversion hat einen Bonustrack, Feel) – mit einer Spielzeit von fast 80 Minuten. Dabei ist einer der Songs (Words of Wisdom) nur ein 13-Sekunden-Intro zu Vortex Surfer.

### Let Them Eat Cake, Barracuda, Roadwork Vol. 2 (2000–2001)
1999 sah nicht nur eine kurze USA-Tour, sondern auch, dass sich Motorpsycho erst einmal eine Pause gönnten, nachdem man fast zehn Jahre ständig Alben und EPs herausgebracht und dazwischen auch immer wieder getourt hatte (was dazu geführt hat, dass Motorpsycho bis heute eine extrem ergebene und loyale Fanbasis in Europa haben). Dann entschlossen sich Bent, Snah und Geb, sich von den ausufernden Progressive-Rock-Opern erst einmal zu entfernen und versuchten, ihre Musik in wesentlich kontrolliertere Bahnen zu lenken. Die Auflagen, die sie sich selber legten, waren: Ein Album von etwa 40 Minuten Spieldauer mit Songs unter jeweils vier Minuten. Ganz klappte das Konzept nicht, aber am Ende hatte die Band neun Songs für das Album Let them eat Cake, die sich stilistisch komplett vom Vorgängeralbum unterschieden. Harmonie und Eingängigkeit regierten hier, und Einflüsse von Beach Boys und Beatles waren eindeutig zu hören. Auch eine kleine „Taschensymphonie“ namens The Other Fool – von Streichern dominiert und mit fünf unterschiedlichen Teilen – fand sich auf der CD/LP. EPs gab es auch diesmal, zum einen Walking with J, auf der einige Obskuritäten aus Gebhardts musikalischem Schaffen präsentiert wurden und The Other Fool, auf der einige Demos zu hören waren. Hakon Gebhardt, der bisher zu fast allen EPs einen Solo-Song beigesteuert hatte, veröffentlichte noch im selben Jahr ein ganzes Soloalbum. Später wirkte er zusammen mit Martin Hagfors von Home Groan und Lars Håvard Haugen in der Bluegrass-Band HGH.
Bei den Sessions zu LTEC waren auch einige Songs entstanden, die nicht zum Rest des Albums passten, die eher dem Classic Rock zuzuordnen sind, und bei denen man Einflüsse von Bands wie KISS oder Motörhead nicht leugnen kann. Diese erschienen 2001 auf dem (Mini-)Album Barracuda. Auch erschien 2001 eine Aufnahme des bereits erwähnten Auftritts vom Kongsberg Jazzfestival, TheMotorSourceMassacre.
Für Konzerte wurde das Lineup ausgeweitet, der Keyboarder Baard Slagsvold begleitete Motorpsycho für die nächsten drei Jahre auf Tourneen und spielte auch auf den Alben mit. Die Fans von Motorpsycho sahen all diese Geschehnisse mit einem lachenden und einem weinenden Auge. Zum einen gefiel vielen der Stilwechsel, zum anderen wünschten sich auch viele das „Power-Trio“-Format und den Hard Rock zurück.

### Phanerothyme, It’s a Love Cult, In the Fishtank (2001–2003)
Mehrere Monate werkelte man dann an dem Album Phanerothyme (ein Begriff, den Aldous Huxley erfunden hat – „to make this trivial world sublime, take half a gram of phanerothyme“; und ein Titel den sich offenbar die wenigsten merken konnten – beim Bizarre-Festival 2002 stellte Bent einen Song dieses Albums folgendermaßen vor: „The next song is from the last album, the one that no-one remembers the name of, that thing called Phanümeröl?!?..“), das wiederum neun Songs zwischen The Doors und The Beach Boys bot. Bei all den genannten Einflüssen muss allerdings auch erwähnt werden, dass Motorpsycho zwar immer mit diesen agierten und spielten, aber dennoch immer einen eigenständigen Sound hatten und haben, der unverwechselbar ist.
Für das Album It's a Love Cult (2002) kehrte wieder etwas Lockerheit in die Band, die Lieder wurden nahezu live im Studio eingespielt. Hierzu erschien auch wieder eine EP, Serpentine, nachdem man zum vorhergegangenen Output keine herausgebracht hatte. Im Sommer spielten Motorpsycho einige Festivals, bei denen sie von den Bläsern der Jazzband Jaga Jazzist begleitet wurden. Zusammen mit ihnen nahmen sie dann auch die CD In the Fishtank (eine Serie des niederländischen Konkurrent-Labels) auf. Diese EP bzw. dieses Album (es enthält zwar nur fünf Songs, die sind zusammen aber etwa 45 Minuten lang) atmet Fusion und fügte so noch eine weitere interessante Komponente zum MP-Sound hinzu. 2003 erschien diese Kollaboration.

### Motorpsycho Presents The International Tussler Society (2004–2005)
„Die Pop-Phase von Motorpsycho ist vorüber“ verkündete Hakon Gebhardt etwa Ende 2003, während sie, wieder ohne Keyboarder, durch Japan tourten. Dort verschwanden plötzlich die Stücke der letzten paar Jahre größtenteils aus den Setlisten (Motorpsycho ist dafür bekannt, immer unterschiedliche Setlisten zu spielen und jedes Konzert anders zu gestalten) und wurden durch altbekannte Progressive-Rock-Stücke wie das massiv-hypnotische The Wheel von 1994 ersetzt. Die meisten Fans goutierten das. Allerdings wartete die Band dann noch etwas mit neuem Material. Zwar folgte eine kurze Europa-Tour im Sommer 2004, doch im Herbst erschien vorerst ein neues „Tussler“-Album (Motorpsycho presents The International Tussler Society) und es folgte eine dazugehörige Tour. Bereits 2003 hatte man eine remasterte und mit vielen Bonustracks ausgestattete Neuversion des 1994-„Tussler“-Albums veröffentlicht (wie erwähnt betrug die Startauflage damals nur knappe 2000 Stück).
2005 hörte man dann verdächtig wenig von der Band, bis plötzlich eine Hiobsbotschaft auf der Stickman-Records-Website prangte: Gebhardt hatte Motorpsycho verlassen, um sich künftig mehr um HGH zu kümmern. Jedoch entschlossen sich Snah und Bent, als Duo weiterzumachen (Bent spielte auch immer wieder auf ein paar Stücken Schlagzeug, etwa auf Trapdoor von 1994 oder Never let you out von 2000). Die Tatsache, dass Geb unter Tinnitus leidet, dürfte bei seiner Entscheidung auch eine Rolle gespielt haben – Banjo bei HGH zu spielen, erreicht bei weitem nicht den Lärmpegel, den Schlagzeug bei Motorpsycho verursachen kann.

### Black Hole/Blank Canvas, Little Lucid Moments (2006–2008)
Ende 2005 wurde die bangende Fangemeinde dann erlöst mit der Nachricht, dass das neue Album, das im Eindhovener „Void“-Studio vom langjährigen Live-Soundtechniker Pieter „Pidah“ Kloos aufgenommen wurde; es erschien im März 2006 und heißt Black Hole/Blank Canvas. Es war, zum dritten Mal in der Geschichte der Band, ein Doppelalbum und enthielt 17 neue Songs. Ende Januar 2006 gab es im norwegischen Radio P3 einen ersten Song, In Our Tree zu hören. Dieses Mal wurden keine Singles ausgekoppelt oder ein Video gedreht. Im Frühjahr konnte man die Band live auf den Bühnen Europas sehen, dabei wurden sie von Jacco van Rooij (ex-35007) am Schlagzeug und Øyvind Brandtsegg am elektronischen Vibraphone begleitet. Im Sommer und Herbst folgten weitere Touren, wobei Brandtsegg nicht immer dabei war.
2007 spielte man eine Festivaltour. Hinter dem Schlagzeug saß dabei allerdings nicht van Rooij, sondern der Norweger Kenneth Kapstad.
Im März 2008 wurde das Album mit dem Titel Little Lucid Moments veröffentlicht. Es beinhaltet bei einer Dauer von knapp einer Stunde lediglich vier Songs. Allein das Titelstück, eine vierteilige Suite, hat eine Länge von über 21 Minuten. Kenneth Kapstad war inzwischen festes Bandmitglied, Motorpsycho als Band somit wieder komplett. Als Produzent fungierte wieder Helge Sten. Im Gegensatz zu den letzten Alben wurde Little Lucid Moments gleichzeitig live im Studio aufgenommen und kommt somit atmosphärisch einem Motorpsycho-Konzert nahe. Eine Tournee durch Norwegen, Deutschland, Italien und die Niederlande fand im April/Mai statt, im Sommer folgten Festivalauftritte.
Im Mai 2008 erschien die DVD Haircuts: Motorpsycho on Film, die nicht nur alle Videos der Band und die vergriffene Dokumentation This Is Motorpsycho von 1995 enthält, sondern auch ein Livekonzert von 2002, Bonusdokus, Kommentare der Band und viel (verstecktes) Bonusmaterial.

### Child of the Future, Heavy Metal Fruit, Roadworks Vol IV, The Death Defying Unicorn (2009-heute)
Nach 20 Jahren Bandgeschichte feierten die Norweger im Jahr 2009 ihr kleines Jubiläum mit einem nur auf Vinyl veröffentlichten Album. Child of the Future ist kein typisches Studioalbum. Es ist das Resultat einer viertägigen Studiosession mit Steve Albini in dessen Chicagoer Electrical Audio Studio. Während der US-Tour 2008 nahm die Band dort einige Schlagzeug-, Bass- und Gitarrenspuren auf, ein knappes Jahr später nahm man sich in Norwegen die Aufnahmen wieder vor und ergänzte sie u. a. mit Gesang. So entstanden sechs Songs von Child of the Future, der siebte wurde in Bents Heimstudio aufgenommen. Auf die Veröffentlichung folgten verschiedene Festivalauftritte in Norwegen sowie im November eine „20th Anniversary Tour“ durch Deutschland, Niederlande, Belgien, Schweiz und Italien. Im Jahr 2010 erfolgte die Veröffentlichung des nächsten, offiziellen (also inklusive einer CD-Version) Albums Heavy Metal Fruit, welches sich stilistisch an Child of the Future anlehnt. Mit sechs Titeln und einer Spielzeit von etwa 60 Minuten gab es genug Raum für Improvisationen. Das zeigte sich im ersten, über 12 Minuten dauernden Titel Starhammer und finalisierte sich im Titel Gullible's Travails mit einer Spieldauer von über 20 Minuten.
Die Reihe der offiziellen Live-Veröffentlichungen wurde 2011 mit dem Album Roadworks Vol. IV fortgeführt. Das Album konzentriert sich auf Aufnahmen von Europa-Konzerten zwischen 2008 und 2010. Die Titelauswahl orientiert sich an Live-Interpretationen eher weniger bekannter Titel. Interessant ist dabei z. B. die 18-Minuten-Version des Titels All Is Loneliness, der schon 1993 als 3-Minuten-Titel auf dem Album Demon Box veröffentlicht wurde.
Anfang 2012 erschien in Zusammenarbeit mit dem norwegischen Jazzmusiker Ståle Storløkken das Doppelalbum The Death Defying Unicorn. Grundlage des Albums war ein gemeinsames Projekt, welches zum Molde International Jazzfestival 2010 realisiert wurde. Am etwa zweistündigen reinen Instrumentalwerk war das Trondheimer Jazzorchester sowie ein Streicher-Oktett nebst Meistergeiger Ola Kvernberg beteiligt. Das resultierende Material wurde für die Doppel-CD/Doppel-LP-Veröffentlichung noch ausführlich überarbeitet und auch mit Gesangsparts ergänzt.
2019 erschien das von Andrew Scheps aufgenommene Album The Crucible.

## Diskografie
Studioalben

| Jahr | Titel Musiklabel                                                                                         | Höchstplatzierung, Gesamtwochen, AuszeichnungChartplatzierungen (Jahr, Titel, Musiklabel, Platzierungen, Wochen, Auszeichnungen, Anmerkungen) | Höchstplatzierung, Gesamtwochen, AuszeichnungChartplatzierungen (Jahr, Titel, Musiklabel, Platzierungen, Wochen, Auszeichnungen, Anmerkungen) | Höchstplatzierung, Gesamtwochen, AuszeichnungChartplatzierungen (Jahr, Titel, Musiklabel, Platzierungen, Wochen, Auszeichnungen, Anmerkungen) | Höchstplatzierung, Gesamtwochen, AuszeichnungChartplatzierungen (Jahr, Titel, Musiklabel, Platzierungen, Wochen, Auszeichnungen, Anmerkungen) | Anmerkungen                                                                  |
| Jahr | Titel Musiklabel                                                                                         | NO | DE | AT | CH | Anmerkungen                                                                  |
| ---- | --- | --- | --- | --- | --- | ---------------------------------------------------------------------------- |
| 1991 | Lobotomizer Voices of Wonder                                                                             | — | — | — | — |                                                                              |
| 1992 | 8 Soothing Songs for Rut Voices of Wonder                                                                | — | — | — | — | ursprünglich als EP unter dem Namen Soothe erschienen                        |
| 1993 | Demon Box Voices of Wonder                                                                               | — | — | — | — |                                                                              |
| 1994 | Timothy’s Monster Stickman Records (Europa) & Harvest/EMI (Norwegen)                                     | NO7 (4 Wo.)NO | — | — | — | 2CD/3LP, Rerelease 2010: 4CD-Box Platzierung der Wiederveröffentlichung 2003 |
| 1996 | Blissard Stickman Records                                                                                | NO3 (3 Wo.)NO | — | — | — | CD/2LP, Rerelease 2012: 4CD-Box                                              |
| 1997 | Angels and Daemons at Play Stickman Records (Europa)/Sony (Norwegen)                                     | NO2 (5 Wo.)NO | — | — | — | CD/2LP/3CDEP-Box, Rerelease 2016: 6CD-Box                                    |
| 1998 | Trust Us Stickman Records (Europa)/Sony (Norwegen)                                                       | NO7 (4 Wo.)NO | — | — | — | 2LP/2CD                                                                      |
| 2000 | Let Them Eat Cake Stickman Records (Europa)/Sony (Norwegen)                                              | NO1 (8 Wo.)NO | DE83 (1 Wo.)DE | — | — |                                                                              |
| 2001 | Phanerothyme Stickman Records                                                                            | NO1 (6 Wo.)NO | DE80 (1 Wo.)DE | — | — |                                                                              |
| 2001 | Barracuda Stickman Records                                                                               | NO8 (2 Wo.)NO | — | — | — | Minialbum                                                                    |
| 2002 | It’s a Love Cult Stickman Records                                                                        | NO2 (4 Wo.)NO | DE91 (1 Wo.)DE | — | — |                                                                              |
| 2006 | Black Hole/Black Canvas Stickman Records                                                                 | NO2 (9 Wo.)NO | — | — | — | 2CD/2LP                                                                      |
| 2008 | Little Lucid Moments Stickman Records (Europa)/Rune Grammofon (Skandinavien, UK, Frankreich, USA)        | NO8 (4 Wo.)NO | — | — | — | 2CD/2LP                                                                      |
| 2009 | Child of the Future Stickman Records (Europa)/Rune Grammofon (Skandinavien, UK, Frankreich, USA)         | NO14 (4 Wo.)NO | — | — | — | nur LP                                                                       |
| 2010 | Heavy Metal Fruit Stickman Records (Europa)/Rune Grammofon (Skandinavien, UK, Frankreich, USA)           | NO1 (6 Wo.)NO | DE96 (1 Wo.)DE | — | — | CD/2LP                                                                       |
| 2013 | Still Life with Eggplant Stickman Records (Europa)/Rune Grammofon (Skandinavien, UK, Frankreich, USA)    | NO2 (6 Wo.)NO | DE93 (1 Wo.)DE | — | — |                                                                              |
| 2014 | Behind the Sun Stickman Records (Europa)/Rune Grammofon (Skandinavien, UK, Frankreich, USA)              | NO6 (3 Wo.)NO | DE53 (1 Wo.)DE | — | — | CD/2LP                                                                       |
| 2014 | The Motorpnakotic Fragments Stickman Records (Europa)/Rune Grammofon (Skandinavien, UK, Frankreich, USA) | — | — | — | — | herausgegeben als Vierfach-7"                                                |
| 2014 | Demon Box (Wiederveröffentlichung) Rune Grammofon (Norwegen)                                             | NO33 (1 Wo.)NO | — | — | — | CD/2LP                                                                       |
| 2016 | Here Be Monsters Stickman Records (Europa)/Rune Grammofon (Skandinavien, UK, Frankreich, USA)            | NO2 (2 Wo.)NO | DE55 (1 Wo.)DE | — | — |                                                                              |
| 2017 | The Tower Stickman Records (Europa)/Rune Grammofon (Skandinavien, UK, Frankreich, USA)                   | NO3 (2 Wo.)NO | DE56 (1 Wo.)DE | — | — |                                                                              |
| 2019 | The Crucible Stickman Records (Europa)/Rune Grammofon (Skandinavien, UK, Frankreich, USA)                | NO4 (2 Wo.)NO | DE43 (1 Wo.)DE | — | CH88 (1 Wo.)CH |                                                                              |
| 2020 | The All Is One Stickman Records (Europa)/Rune Grammofon (Skandinavien, UK, Frankreich, USA)              | NO3 (2 Wo.)NO | DE31 (2 Wo.)DE | — | CH53 (2 Wo.)CH |                                                                              |
| 2021 | Kingdom of Oblivion Stickman Records (Europa)/Rune Grammofon (Skandinavien, UK, Frankreich, USA)         | NO3 (1 Wo.)NO | DE19 (2 Wo.)DE | AT72 (1 Wo.)AT | CH41 (1 Wo.)CH |                                                                              |
| 2022 | Ancient Astronauts Stickman Records (Europa)/Rune Grammofon (Skandinavien, UK, Frankreich, USA)          | — | DE80 (1 Wo.)DE | — | CH96 (1 Wo.)CH |                                                                              |
| 2023 | Yay! Stickman Records (Europa)/Rune Grammofon (Skandinavien, UK, Frankreich, USA)                        | — | DE77 (1 Wo.)DE | — | — |                                                                              |
| 2024 | Neigh!! Det Nordenfjeldske Grammofonselskab                                                              | — | DE—DE | — | — | nur als LP erschienen                                                        |